# دينيس آيرلادند
دينيس آيرلادند (بالإنجليزية: Denis Ireland)‏ هو فلاح وسياسي أيرلندي، ولد في 29 يوليو 1894، وتوفي في 23 سبتمبر 1974. انتخب عضو مجلس الشيوخ من أيرلندا عن دائرة الأعضاء المعينون في مجلس الشيوخ الأيرلندي ‏ وقد انضم خلال فترته النيابية ‏ (21 أبريل 1948 – 25 يوليو 1951)  للكتلة البرلمانية Clann na Poblachta ‏.